# Parasyscia indica
Parasyscia indica (лат.) — вид муравьёв рода Parasyscia (ранее в Cerapachys) из подсемейства Dorylinae.

## Распространение
Встречаются в Южной Азии. Индия: штат Керала.

## Описание
Мелкие муравьи красновато-коричневого (длина около 5 мм). От большинства индийских видов можно отличить на основании следующих признаков: тело одноцветное, светлое коричневато-красное; дорсальная поверхность мезосомы в основном гладкая с немногочисленными разбросанными точками по бокам; глаза крупные (длина более 0,2 мм). Сходный вид Parasyscia aitkenii двухцветный (красновато-коричневый и чёрный) и грудь сверху скульптурирована. Усики 12-члениковые с булавой, скапус короткий. Предположительно, как и другие виды рода, мирмекофаги.
Вид был впервые описан в 1975 году американским мирмекологом Уильямом Брауном (W. L. Brown, Jr.) под названием Cerapachys indicus Brown, 1975.
С 2016 года в составе рода Parasyscia.